# ألبانيا في الألعاب الأولمبية
ألبانيا في الألعاب الأولمبية تقوم اللجنة الأولمبية الوطنية الأبانية بالإشراف في شؤون مشاركة ألبانيا في الألعاب الأولمبية، شاركت ألبانيا أول مرة في الألعاب الأولمبية في دورة 1972 في ميونخ في ألمانيا الغربية وثم قاطعت المساركة ل4 دورات وعادت للمشاركة في دورة 1992 في برشلونة، لم تفز ألبانيا حتى الآن بأي ميدالية في مشوارها بالألعاب الأولمبية الصيفية.
في الألعاب الأولمبية الشتوية شاركت الجبل الأسود أول مرة في دورة 2006 في تورينو في إيطاليا ولم تفز حتى الآن بأي ميدالية في الألعاب الشتوية.